# Roland Orzabal
Roland Jaime Orzabal de la Quintana, beter bekend als Roland Orzabal (Portsmouth (Engeland), 22 augustus 1961) is een Britse zanger, songwriter, muzikant en muziekproducent. Hij verwierf internationale bekendheid met het muzikale duo Tears for Fears, dat hij in 1981 oprichtte met Curt Smith. Roland Orzabal schreef het merendeel van de nummers van Tears for Fears. Ook produceerde hij verschillende albums voor andere artiesten.
Na het derde album, The Seeds of Love, ging het duo met ruzie uit elkaar. Orzabal bracht daarna nog twee (solo)albums uit onder de naam Tears for Fears. In 2001 bracht hij onder zijn eigen naam het soloalbum Tomcats Screaming Outside uit. Enkele jaren later bleek dat Orzabal en Smith hun onderlinge ruzie hadden bijgelegd. In 2004 kwam Everybody Loves a Happy Ending uit, het zesde studioalbum van Tears for Fears, nu weer als duo.